# Hattem Romdhani
Hattem Romdhani – tunezyjski zapaśnik walczący w stylu wolnym. Zajął czwarte miejsce na igrzyskach afrykańskich w 1999. Zdobył trzy medale na mistrzostwach Afryki w latach 1993  - 2002. Dziesiąty na igrzyskach wojskowych w 1999 roku.